# Deutsche Stiftung Welterbe
Die Deutsche Stiftung Welterbe ist eine im April 2001 von den Hansestädten Stralsund und Wismar gegründete Stiftung, deren Ziel es ist, zum Schutz und zum Erhalt von Welterbestätten sowie zur Ausgewogenheit der Welterbelisten beizutragen. Insbesondere finanzschwache Staaten sollen mit Hilfe der Stiftung eine Chance erhalten, ihr kulturelles und natürliches Erbe zu schützen und für künftige Generationen zu erhalten.
Die Deutsche Stiftung Welterbe kooperiert mit dem Welterbezentrum der UNESCO in Paris sowie mit der Deutschen UNESCO-Kommission. Sitz der Stiftung ist Wismar.
Zu den Kuratoriumsmitgliedern gehörte Gottfried Kiesow (1931–2011), der sich auch in der Deutschen Stiftung Denkmalschutz engagierte.

## Projekte
Die Stiftung engagiert sich u. a. in
- Urwälder von Komi in Russland,
- den Grotten von Dimba und Ngovo im Kongo und
- Viscri in Siebenbürgen (Projekt zur Wiederherstellung der traditionellen Struktur der Dorfstraße in dem Dorf, das eines von sieben Dörfern mit befestigten Kirchen auf der UNESCO-Welterbe-Liste ist).
- Kotor in Montenegro
- Orchontal in der Mongolei
- Zabaikalsky Nationalpark